# Modulació per amplada de polsos

Fig.1 Senyal V és la PWM o modulació en polsos de voltatge. Senyal B és el corrent resultant.

Modulació per amplada de polsos (PWM en anglès) és una tècnica de modulació emprada per a codificar un missatge en una sèrie de polsos d'amplada variable. L'aplicació més usada és la dosificació de potència en fonts d'alimentació commutades o en carregadors de bateries.

## Principi de funcionament
La modulació PWM utilitza una ona de polsos rectangulars, l'amplada dels quals és modulada amb el senyal d'entrada i resultant una variació en el valor mitjà de l'ona:
{\displaystyle y=1/T\int \limits _{0}^{T}x(t).dt}
on {\displaystyle x(t)} és el senyal PWM (senyal V de la Fig.1)
T la inversa de la freqüència de modulació
{\displaystyle y} és el valor mitjà (senyal B de la Fig.1)

## Aplicacions
Podem destacar les següents :
- Telecomunicacions.
- Efectes d'àudio i vídeo.
- Sistemes de subministrament de potència.
- Regulació de tensió.
- Amplificació
- ADC/DAC.